# Blythe Duff
Blythe Duff (výsl. [blajθ daf], * 25. listopadu 1962, East Kilbride) je skotská herečka.
Nejznámější je svojí rolí Jackie Reidové (výsl. [ríd]) v televizním detektivním seriálu Taggart (český dabing Kamila Špráchalová). Je nejdéle vystupující postavou tohoto seriálu, účinkovala v 84 epizodách (od roku 1990 do poloviny roku 2009). Kvůli své roli musela získat řidičský průkaz.
Kromě tohoto seriálu stále účinkuje v divadle, které považuje za svoji práci číslo 1, částečně i v rozhlase.
V roce 1998 si vzala policistu, vdovce Toma Forresta, vyvdala dvě dcery. Když Tom odešel do civilu, začali společně provozovat vlastní firmu.